# Xynobius leucotaenius
Xynobius leucotaenius är en stekelart som först beskrevs av Henry Lorenz Viereck 1913.  Xynobius leucotaenius ingår i släktet Xynobius och familjen bracksteklar. Inga underarter finns listade i Catalogue of Life.